# Heatseeker (singolo)
Heatseeker è un brano degli AC/DC, primo singolo del decimo disco della band, Blow Up Your Video.

## Formazione
- Brian Johnson - voce
- Angus Young - chitarra solista
- Malcolm Young - chitarra ritmica
- Cliff Williams - basso
- Simon Wright - batteria